# The Black Parade/Living with Ghosts
The Black Parade/Living with Ghosts é uma reedição do terceiro álbum de estúdio da banda americana de rock My Chemical Romance, intitulado The Black Parade (2006). A reedição combina o álbum original com diversas demos inéditas e faixas ao vivo criadas durante as gravações de The Black Parade, intituladas Living with Ghosts.

## Antecedentes
A última obra lançada pela banda foi em março de 2014, intitulada May Death Never Stop You: The Greatest Hits 2001–2013, um álbum de maiores sucessos contendo material que abrange toda a carreira deles, além de algumas faixas inéditas anteriormente não lançadas.

## Lançamento
Em 20 de julho de 2016, a banda postou em suas páginas oficiais no Twitter e Facebook um vídeo enigmático de uma bandeira com o então novo ícone "MCRX" junto com a introdução ao piano de "Welcome to the Black Parade", terminando com uma data, "23/09/16". O vídeo também foi publicado no canal do YouTube da banda com o título "MCRX". Isso gerou inúmeros rumores e relatos sobre a possível reunião de retorno da banda, alimentados pela especulação de fãs que observaram que o My Chemical Romance havia deletado o anúncio de separação do Twitter, e ainda mais impulsionados pela atenção de nomes notáveis no cenário do rock, como Hayley Williams e Alex Gaskarth. A data foi revelada como sendo para o lançamento da reedição de aniversário de 10 anos de The Black Parade com demos inéditas, a ser lançada em 23 de setembro. No entanto, a verdadeira reunião só ocorreria três anos depois.
"Estamos realmente tocados e impressionados com a resposta ao teaser. Não estamos em turnê, e não há reunião planejada - apenas o lançamento para o aniversário de The Black Parade. Muito obrigado por continuar mantendo MCR em sua mente e em seus corações."
| Críticas profissionais | Críticas profissionais |
| Avaliações da crítica  | Avaliações da crítica  |
| Fonte                  | Avaliação              |
| ---------------------- | ---------------------- |
| AllMusic               | [ 13 ]                 |
| Rock Sound             | 8/10                   |

Dois meses antes do lançamento, uma versão inicial de "Welcome to the Black Parade", intitulada "The Five of Us Are Dying", foi disponibilizada para streaming, e o álbum estava disponível para pré-encomenda. No site oficial do My Chemical Romance, a banda dedicou a reedição ao seu falecido executivo de A&R, Craig Aaronson, que faleceu em 29 de outubro de 2014, declarando:
"Nós, membros do MCR, dedicamos este lançamento à memória de Craig Aaronson, nosso amigo, nosso incansável defensor, nosso homem de A&R. Ele foi apreciado, ele foi amado, ele será eternamente lembrado."

## Lista de faixas
Todas as faixas escritas e compostas por Bob Bryar, Frank Iero, Ray Toro, Gerard Way and Mikey Way. 
| Disco 1 (The Black Parade) |                                                                        |         |  |
| N.º                        | Título                                                                 | Duração |  |
| 1.                         | "The End."                                                             | 1:52    |  |
| 2.                         | "Dead!"                                                                | 3:15    |  |
| 3.                         | "This Is How I Disappear"                                              | 3:59    |  |
| 4.                         | "The Sharpest Lives"                                                   | 3:20    |  |
| 5.                         | "Welcome to the Black Parade"                                          | 5:11    |  |
| 6.                         | "I Don't Love You"                                                     | 3:58    |  |
| 7.                         | "House of Wolves"                                                      | 3:04    |  |
| 8.                         | "Cancer"                                                               | 2:22    |  |
| 9.                         | "Mama" (participação de Liza Minnelli)                                 | 4:39    |  |
| 10.                        | "Sleep"                                                                | 4:43    |  |
| 11.                        | "Teenagers"                                                            | 2:41    |  |
| 12.                        | "Disenchanted"                                                         | 4:55    |  |
| 13.                        | "Famous Last Words"                                                    | 4:59    |  |
| 14.                        | "Blood" (Faixa escondida; começa em 1:31) (omitida na versão japonesa) | 2:53    |  |
| Duração total:             | Duração total:                                                         | 51:51   |  |

| Disco 1 (The Black Parade) versão japonesa |                  |         |  |
| N.º                                        | Título           | Duração |  |
| 14.                                        | "Heaven Help Us" | 2:56    |  |
| Duração total:                             | Duração total:   | 51:54   |  |

| Disc 2 (Living with Ghosts) |                                                |         |  |
| N.º                         | Título                                         | Duração |  |
| 1.                          | "The Five of Us Are Dying" (rough mix)         | 3:49    |  |
| 2.                          | "Kill All Your Friends" (demo ao vivo)         | 4:22    |  |
| 3.                          | "Party at the End of the World" (demo ao vivo) | 2:47    |  |
| 4.                          | "Mama" (demo ao vivo)                          | 3:59    |  |
| 5.                          | "My Way Home Is Through You" (demo ao vivo)    | 2:45    |  |
| 6.                          | "Not That Kind of Girl" (demo ao vivo)         | 3:03    |  |
| 7.                          | "House of Wolves (version 1)" (demo ao vivo)   | 4:00    |  |
| 8.                          | "House of Wolves (version 2)" (demo ao vivo)   | 2:52    |  |
| 9.                          | "Emily" (rough mix)                            | 3:11    |  |
| 10.                         | "Disenchanted" (demo ao vivo)                  | 4:01    |  |
| 11.                         | "All the Angels" (demo ao vivo)                | 3:13    |  |
| Duração total:              | Duração total:                                 | 38:02   |  |

## Créditos
My Chemical Romance
- Bob Bryar – bateria, percussão
- Frank Iero – guitarra, vocais de apoio
- Ray Toro – guitarra, vocais de apoio
- Gerard Way – vocais principais
- Mikey Way – baixo

## Paradas
| Paradas (2016)               | Melhor posição |
| ---------------------------- | -------------- |
| Australian Albums (ARIA)     | 15             |
| Scottish Albums (OCC)        | 12             |
| UK Albums (OCC)              | 11             |
| UK Rock & Metal Albums (OCC) | 3              |